# Урканский сельсовет
Урка́нский сельсове́т — упразднённое сельское поселение в Тындинском районе Амурской области.
Административный центр — село Уркан.

## История
Село Уркан упоминается с 1900 года, является поселком золотодобытчиков и деревообрабатывающей промышленности. В 2002 году построена и сдана в эксплуатацию новая школа. Имеется детский сад и здание  Дома Культуры.
Урканский сельский Совет был образован в 1944 году.
3 августа 2005 года в соответствии с Законом Амурской области № 32-ОЗ муниципальное образование наделено статусом сельского поселения.
Упразднено в январе 2021 года в связи с преобразованием муниципального района в муниципальный округ.

## Население
| 2002 | 2010  | 2011 | 2012 | 2013 | 2014 | 2015 |
| ---- | ----- | ---- | ---- | ---- | ---- | ---- |
| 1015 | ↘1003 | ↘997 | ↘949 | ↘931 | ↘910 | ↘887 |
| 2016 | 2017  | 2018 |      |      |      |      |
| ↘878 | ↘855  | ↘839 |      |      |      |      |

## Состав сельского поселения
| № | Населённый пункт | Тип населённого пункта       | Население |
| - | ---------------- | ---------------------------- | --------- |
| 1 | Бугорки          | село                         | ↗62       |
| 2 | Уркан            | село, административный центр | ↘777      |